# Пілявська Софія Станіславівна
Софія Станіславівна Пілявська (1911–2000) — радянська та російська актриса театру і кіно польського походження. Театральний педагог, професор (1972). Лауреат Сталінської премії другого ступеня (1951). Народна артистка СРСР (1991).

## Біографічні відомості
Народилась в Красноярську. Закінчила драматичну студію З. Соколової, сестри К. С. Станіславського. По закінченні працювала у МХАТі.
Починаючи з 1954 — педагог Школи-студії ім. В. І. Немировича-Данченка, в 1972 отримала звання професора.
Після поділу театру 1987 року Софія Пілявська працювала у МХАТі імені Чехова до 2000 року.
Автор мемуарів рос. «По долгу памяти» (1993).
Померла 21 січня 2000 р. в 89-му році життя в Москві. Похована на Новодівочому цвинтарі.

## Нагороди
- Орден Трудового Червоного Прапора (26 жовтня 1948)
- Заслужена артистка РРФСР (1948)
- Сталінська премія другого ступеня (1951) —за роль Христини Падери у фільмі «Змова приречених» (1950)
- Народна артистка РРФСР (1963)
- Народна артистка СРСР (21 грудня 1991) —за великі заслуги в розвитку радянського театрального мистецтва [2]. Софія Пилявская та Олег Янковський були останніми, хто був удостоєний цього звання
- Орден Пошани (12 липня 1996) — за заслуги перед державою та багаторічну сумлінну працю[3]
- Орден «За заслуги перед Вітчизною» III ступеня (1998)

## Фільмографія
- «Сталінградська битва» (1949, жінка з дитиною (немає в титрах)
- «Змова приречених» (1950, Христина Падера, міністр продовольства, лідер Партії націоналістів)
- «Сріблястий пил» (1953, Доріс Стіл)
- «Шторм» (1957, ігуменя)
- «На початку століття» (1961, Віра Засулич)
- «На семи вітрах» (1964, Доллі Максимівна Петрова)
- «Усе залишається людям» (1963, Наталія Дмитрівна, його дружина)
- «Світло далекої зірки» (1964, Ксенія Петрівна Прохорова)
- «Друзі і роки» (1965, мати Григорія)
- «Герой нашого часу» (1966, стара)
- «Старша сестра» (1966, член приймальної комісії)
- «Анна Кареніна» (1967, графиня Вронська)
- «Пряма лінія» (1967, Валентина Антонівна Зорич)
- «Доживемо до понеділка» (1968, вчителька)
- «Живий труп» (1968, Анна Дмитрівна Кареніна)
- «Портрет Доріана Грея» (1968, леді Нарборо)
- «Боян Чонос » (1970, фільм0спектакль, мати)
- «Сибірячка» (1972, Лідія Семенівна, мати Марії Одинцової)
- «Час життя» (1972, фільм-спектакль)
- «Горянка» (1975, Віра Василівна, вчителька)
- «На усякого мудреця досить простоти» (1976, фільм-спектакль, Глафіра Климівна Глумова)
- «Сибір» (1976, телефільм, фрау Бауер)
- «Диспетчер слухає» (1978, фільм-спектакль)
- «Постріл у спину» (1979, Клавдія Іванівна, тітка Вєтрова, вдова колекціонера, власниця картини Марка Шагала)
- «Шлях до медалей» (1980, бабуся Тані)
- «Репетитор» (1981, фільм-спектакль, Ксенія Замятіна)
- «Покровські ворота» (1982, Аліса Віталіївна, тітка Костика)
- «Незважаючи на похилий вік» (1985, фільм-спектакль, Єва Самойлівна)
- «Робота над помилками» (1988, літня актриса; кіностудія ім. О. Довженка)
- «Три сестри» (1997, фільм-спектакль, Анфіса)
- «Дядя Ваня. Сцени з сільського життя» (1998, фільм-спектакль, Войницька Марія Василівна)
- «Чехов і К°» (1998, стара-куховарка)

## Пам'ять
Пам'яті актриси присвячені документальні фільми та телепередачі:
- 2002 — «Софія Пілявська. Фільм № 92» в документальному циклі Леоніда Філатова «Щоб пам'ятали»/рос. «Чтобы помнили».
- 2002 — рос. «Дом актёра. По долгу памяти. Софья Пилявская» (документальниый) та ін.